# 안소연 (EBS 성우)
안소연(1955년 10월 13일 ~ )은 대한민국의 성우이다. 1976년 EBS에 입사했으며, 현재는 EBS 1기이다. 교육방송 성우극회 소속.

## 주요 출연작품

### 애니메이션
- 《마법기사 레이어스》 (SBS) - 타트라 / 데보니아 / 에메로드 공주 / 칼디나
- 《요술쟁이 지니아저씨》 (EBS) - 모솝
- 《플랜더스의 개》 (EBS) - 아로아 엄마
- 《카루타》 (VIDEO) - 루나 / 로라(처음)
- 《광속전신 알베가스》 (VIDEO) - 미란(아사부키 사에코)(동양판)
- 《토비카》 (VIDEO) - 로미나 공주
- 《네 꿈을 펼쳐라》 (EBS) - 진표 어머니 역

### 방송
- 음악천재 (방송대학TV)